# Elliot Fletcher
Elliot Fletcher (Los Ángeles, 30 de junio de 1996) es un actor estadounidense. Es conocido por su trabajo en la serie de comedia de MTV Faking It, la serie dramática de Freeform The Fosters y la serie Shameless de Showtime.

## Primeros años
Fletcher nació y se crio en Los Ángeles, California. Es uno de los dos hijos de Julia Fletcher DeMita y John DeMita, ambos actores de doblaje. Tiene un hermano mayor, Conner DeMita.  Fletcher es un hombre trans que salió del armario poco después de cumplir 17 años.  Posteriormente comenzó a usar el nombre Elliot y pronombres masculinos.

## Carrera
Fletcher se unió al elenco de Faking It como Noah, a principios de 2016. En abril de 2016, los medios anunciaron que Fletcher se uniría al elenco de The Fosters en un papel recurrente como estrella invitada como Aaron, un "atractivo e intrigante estudiante de derecho" y potencial interés romántico de Callie (Maia Mitchell). Fletcher originalmente consideró hacer una audición para el papel de Cole en The Fosters , pero decidió no hacerlo. El papel lo ocupó más tarde el amigo íntimo de Fletcher, Tom Phelan.
Fletcher también apareció en la temporada 7 y luego se convirtió en un miembro recurrente del elenco en la temporada 8 del programa de televisión de Showtime Shameless. Interpreta a Trevor, un hombre trans que trabaja para una organización que ayuda a encontrar hogares para adolescentes LGBT+ fugitivos y sin hogar. Luego se hace amigo y entabla una relación con Ian Gallagher.
En 2017, actores y actrices transgénero, incluido Fletcher (con la ayuda de GLAAD y ScreenCrush), formaron parte de una carta filmada a Hollywood escrita por Jen Richards, pidiendo más y mejores roles para las personas transgénero. En 2019, Fletcher interpretó al personaje Max en el sexto episodio de la tercera y última temporada de la serie original de Hulu y Marvel Runaways.

## Filmografía
| Año       | Título                               | Papel         | Notas                   |
| --------- | ------------------------------------ | ------------- | ----------------------- |
| 2006      | Tekkonkinkreet                       | Shiro         | Película                |
| 2016      | Faking It                            | Noah          | 5 episodios             |
| 2016      | Young Hollywood                      | Como él mismo | 1 episodio              |
| 2016-2018 | The Fosters                          | Aaron         | 24 episodios            |
| 2016-2018 | Shameless                            | Trevor        | 18 episodios            |
| 2017      | The Station                          | George        | Cortometraje            |
| 2018      | Brother X                            | Avery         | Cortometraje            |
| 2019      | Adam Ruins Everything                | Jack          | 1 episodio              |
| 2019      | Runaways                             | Max           | 1 episodio              |
| 2020      | Disclosure: Trans Lives on Screen    | Como él mismo | Documental              |
| 2020      | Visible: Out on Television           | Como él mismo | 1 episodio              |
| 2021      | Tell Me Your Secrets                 | Jake Barlow   | 8 episodios             |
| 2021      | Y: The Last Man                      | Sam Jordan    | 10 episodios            |
| 2021      | La Vida sexual de las universitarias | entrevistador | 1 episodio, temporada 2 |

### Videojuegos
| Año  | Título                         | Papel   | Notas |
| ---- | ------------------------------ | ------- | ----- |
| 2020 | World of Warcraft: Shadowlands | Pelagos | Voz   |